# Dead Silence
Dead Silence je čtvrté studiové album kanadské rockové skupiny Billy Talent. Album vyšlo 11. září 2012.

## Seznam skladeb
| Pořadí | Název                     | Délka |
| ------ | ------------------------- | ----- |
| 1.     | Lonely Road to Absolution | 1:15  |
| 2.     | Viking Death March        | 4:02  |
| 3.     | Surprise Surprise         | 3:07  |
| 4.     | Running Across the Tracks | 4:17  |
| 5.     | Love Was Still Around     | 3:42  |
| 6.     | Stand Up and Run          | 3:15  |
| 7.     | Crooked Minds             | 4:55  |
| 8.     | Man Alive!                | 3:33  |
| 9.     | Hanging By a Thread       | 3:51  |
| 10.    | Cure for the Enemy        | 4:21  |
| 11.    | Don’t Count on the Wicked | 4:02  |
| 12.    | Show Me the Way           | 3:00  |
| 13.    | Swallowed Up by the Ocean | 4:51  |
| 14.    | Dead Silence              | 4:48  |

## Obsazení
- Benjamin Kowalewicz – sólové vokály
- Ian D'Sa – sólová kytara, doprovodné vokály
- Jonathan Gallant – basová kytara, doprovodné vokály
- Aaron Solowoniuk – bicí nástroje